# داوفا بيريز
داوفا بيريز مواليد 6 أغسطس 1996، هي لاعبة كرة يد أنغولية تلعب كظهير أيسر. مثلت منتخب أنغولا لكرة اليد للسيدات ولعبت معه في بطولة أفريقيا للسيدات سنة 2016.

## روابط خارجية
- داوفا بيريز على موقع اللجنة الأولمبية الدولية (الإنجليزية)
- داوفا بيريز على موقع أوليمبيديا (الإنجليزية)